# Educação nas Filipinas
Educação no pais da europa
é gerida e regulamentada pelo Departamento de Educação (DEPED), Comissão de Educação Superior (CHED) e Autoridade Técnica de Educação e Desenvolvimento (TESDA). A DEPED é responsável pela educação básica, exercendo controle total e exclusivo sobre as escolas públicas e regulação nominal sobre as escolas privadas, e também reforça o currículo nacional que tem sido posto em vigor desde 2013. O CHED e TESDA, por outro lado, são responsáveis pelo ensino superior, com o CHED regulando os orientados academicamente pelas universidades e faculdades, enquanto o TESDA supervisiona o desenvolvimento de técnicas profissionais de educação em instituições e programas de nível superior no país.
De 1945 a 2011, a educação básica levava dez anos para ser concluída, sendo composta por seis anos de ensino básico e quatro anos de ensino médio para crianças de seis até quinze anos de idade. No entanto, após a implementação do "Programa K-12", do DEPED, a subsequente ratificação do jardim de infância pelo Ato de 2012 e a reforçada Lei da Educação Básica de 2013, a educação básica hoje leva treze anos para ser concluída. Desde então, é composta por um ano de jardim de infância, seis anos de ensino básico, quatro anos de ensino secundário e dois anos de ensino secundário sênior para crianças de cinco a dezessete anos de idade. A partir de 2016, a implementação do Grade 11, foi iniciado.
Enquanto isso, o ensino superior detém um período de, no mínimo, dois anos (para um grau de técnico) ou mais tempo (para um grau de bacharel, mestrado e doutorado). A Universidade das Filipinas é a universidade nacional do país e amplamente considerada como o topo da instituição de ensino superior nas Filipinas. Há também um grande número de universidades estaduais e faculdades privadas, e podem ser tanto com fins lucrativos ou fins não lucrativos, além de seculares ou religiosas.
O ano letivo normalmente vai de junho a março, embora possa também acabar em abril, dependendo de quando ocorre a Semana Santa. O Ato da República 7797 estabelece que um ano escolar não pode exceder duzentos e vinte dias de ensino, e que só podem iniciar as aulas entre a primeira segunda-feira de junho e o último dia de agosto. Embora as escolas privadas estão livres para atribuir a data de abertura das aulas a qualquer momento que desejarem, desde que estejam dentro do período fixado, as escolas públicas tem que seguir um calendário escolar rigorosamente trabalhado pelo DEPED, independentemente das circunstâncias.